# Сосновка (Камешковский район)
Сосновка — деревня в Камешковском районе Владимирской области России, входит в состав Брызгаловского муниципального образования.

## География
Деревня расположена в 3 км на восток от центра поселения посёлка Имени Карла Маркса и в 13 км на северо-восток от райцентра Камешково. 

## История
В конце XIX — начале XX века деревня входила в состав Эдемской волости Ковровского уезда. В 1859 году в селе числилось 19 дворов, в 1905 году — 38 двора, в 1926 году — 53 дворов. 
С 1929 года деревня являлась центром Сосновского сельсовета Ковровского района, с 1940 года — в составе Брызгаловского сельсовета Камешковского района, с 2005 года — в составе Брызгаловского муниципального образования.

## Население
| 1859 | 1905 | 1926 |
| ---- | ---- | ---- |
| 185  | 342  | 284  |

| 1859 | 1905 | 1926 | 2002 | 2010 | 2021 |
| ---- | ---- | ---- | ---- | ---- | ---- |
| 185  | ↗342 | ↘284 | ↘55  | ↗63  | ↗80  |